# Twins (dúo)
Twins (traducido al español Gemelas) es dúo cantopop femenino de Hong Kong, creado en 2001 por dall'Emperor Entertainment Group (EEG). El dúo está integrado por Charlene Choi Cheuk-Yin y Gillian Chung Yan-Tung. Fueron tan populares en Hong Kong, además de ser una de las agrupaciones más importantes en China. Su fama ha llegado a países como Japón, Singapur, Tailandia, Malasia, Canadá, Australia y los Estados Unidos. La música del dúo ha sido siempre dirigido a un público joven, pero en 2004 las dos niñas empezaron a llamar la atención a un público más amplio que abarca diferentes géneros musicales.
En febrero de 2008 el dúo se separó debido al escándalo fotográfico de Edison Chen que involcuró a Gillian Chung. Dos años después las dos cantantes se reunieron y continuaron su carrera musical como dúo. Desde 2001, el grupo lanzó doce álbumes de estudio en cantonés, cuatro álbumes de estudio en mandarín, tres EP, cinco álbumes recopilatorios y cuatro álbumes en vivo. La mayoría de sus sencillos alcanzaron la cima de muchas listas musicales.

## Discografía
- 08/2001 Twins EP (EP)
- 11/2001
- 01/2002
- 05/2002
- 06/2002 (2nd Edition)
- 08/2002 Amazing Album
- 11/2002 Happy Together
- 05/2003 Touch of Love
- 09/2003 EVOLUTiON
- 11/2003 Singing in the Twins Wonderland CD Vol. 1
- 11/2003 Singing in the Twins Wonderland CD Vol. 2
- 01/2004 Magic
- 02/2004
- 04/2004 Singing in the Twins Wonderland CD Vol. 3
- 06/2004 Girl Power
- 07/2004
- 08/2004 Singing in the Twins Wonderland CD Vol. 4
- 12/2004 Such a Better Day (new+collection)
- 12/2004 Joy to the World Christmas Hits (Box Set with Boy’z, Yumiko Cheng and Isabella Leong)
- 01/2005 Mobile
- 01/2005  (With Boy'z, Yumiko Cheng, Isabella Leong)
- 03/2005
- 06/2005 Samba
- 09/2005 Twins +SeeBi
- 09/2005 Twins x at17 903 Live Concert
- 12/2005 The Missing Piece
- 01/2006 The Missing Piece  (New Year Edition)
- 06/2006
- 09/2006 HO HOO TAN
- 23/11/2006 Twins Ho Hoo Tan (CD+DVD)
- 02/2/2007  (new+collection)(Version 1 & 2& 3)
- 14/9/2007 Twins Party (SA CD)
- 10/1/2008
- 21/1/2008
- 25/8/2008 Make a Wish (Charlene Choi only)
- 23/12/2008 Make A Wish (Christmas Edition) (Charlene Choi only)
- 09/4/2009 Two Missing One  (Charlene Choi only)
- 15/10/2009 Another Me(Charlene Choi only）
- 27/3/2010 Everyone Bounce(Gillian Chung only)
- 27/3/2010 Everyone Bounce（new+collection）
- 15/6/2010 As A Sa (Charlene Choi only)
- 24/6/2010 Twins Everyone Bounce Concert(DVD/DVD+CD)
- 18/11/2010 Move On (Gillian Chung only)
- 20/7/2011 3650 (10 year anniversary)

## Colección de filmación
- 14 de junio de 2002 Summer Breeze of Love (這個夏天有異性)
- 19 de septiembre de 2002 Just One Look (一碌蔗)
- 23 de junio de 2003 Twins Effect (千機變)
- 6 de noviembre de 2003 The Death Curse' (古宅心慌慌)
- 15 de enero de 2004 Fantasia (鬼馬狂想曲)
- 3 de febrero de 2004 Protege de la Rose Noire (見習黑玫瑰)
- 8 de abril de 2004 Love on Rocks (戀情告急)
- 6 de agosto de 2004 Twins Effect II (千機變II: 花都大戰)
- 25 de noviembre de 2004 6 AM (大無謂)
- 24 de marzo de 2005 House of Fury (精武家庭)
- 21 de julio de 2005 Bug Me Not! (蟲不知)
- 15 de febrero de 2007 Twins Mission (雙子神偷)
- 6 de septiembre de 2007 Naraka19..(地獄第19層)

## Conciertos
- 13-15 de septiembre de 2002 Ichiban Amazing Show (Twins Ichiban 興奮演唱會)
- 18-19 de enero de 2003 Matsunichi Twins Guangzhou Amazing Show (松日Twins廣州興奮演唱會)
- 25 de junio de 2003 25 Matsunichi Twins Guangzhou Amazing Show (松日Twins廣州興奮演唱會)
- 2 de agosto de 2003 Pop-up Netvigator NETCash Pop-up Concert ( 網上行叱吒樂壇Pop-Up音樂會)
- 31 de diciembre de 2003 diciembre-4 de enero de 2004 Matsunichi Twins 04 Concert (Twins 04 好玩演唱會)
- 3 de junio de 2005 Starlight Amusement Park Concert (Australia)
- 4-7 de enero de 2006 Twins Star Mobile Incomparable Concert (Twins 星Mobile 一時無兩演唱會)
- 18-19 de agosto de 206 Twins Concert en Genting Malaysia
- 15 de septiembre de 2007 Twins in Concert Cow Palace, San Francisco/Daly City
- 18 de septiembre de 2007 Twins Concert, en Toronto, en el Casino Rama (我們相愛6年)
- 22-23 de septiembre de 2007 Twins Sixth Anniversary World Tour 2007 [Atlantic City] (Twins 我們相愛6年 環遊世界[大西洋城]演唱會)
- 16-18 de abril de 2010 Nokia Twins Everyone Bounce Concert (Nokia 舞樂作動 Twins 人人彈起演唱會)
- 13 de noviembre de 2010 Twins Everyone Bounce Concert Live in Macau (Twins 人人彈起 Concert Live in Macau)
- 31 de diciembre de 2015-4 de enero de 2016 Twins #LOL #LiveinHK concert

## Álbumes de fotos
- Agosto de 2001 Twins Love the Colorful Travel 112 páginas
- Noviembre de 2001 Twins 1+1 Photo Album 96 páginas
- Agosto de 2003 Twins Love Hong Kong 112 páginas
- Diciembre de 2004 Twins Hold Hands Hong Kong 112 páginas